# Laura Muntz Lyall
Laura Muntz Lyall, död 1930, var en kanadensisk konstnär. 
Hon är främst känd för sina impressionistiska målningar av kvinnor och barn. 